# Réseaux & Télécoms
 (décembre 2023).
Réseaux & Télécoms (R & T) est un magazine d'informatique français, spécialisée en réseaux et télécommunications d'entreprise publié par la filiale française du groupe IDG (éditeur du Monde informatique). Fondé [Quand ?], R & T traite aussi l'actualité de la sécurité informatique et des systèmes d'information.